# Rodrigo Gattas
Rodrigo Gattas (Las Condes, 2 dicembre 1991) è un calciatore cileno, attaccante del Concón National.

## Carriera

### Club
Ha giocato nella prima divisione dei campionati cileno, uruguaiano, canadese ed azero.

### Nazionale
Ha giocato nella nazionale cilena Under-20.

## Palmarès

### Individuale
- Capocannoniere della Coppa Libertadores Under-20: 1

2012 (6 reti)